# Bangarmau
Bangarmau là một thành phố và là nơi đặt ban đô thị (municipal board) của quận Unnao thuộc bang Uttar Pradesh, Ấn Độ.

## Địa lý
Bangarmau có vị trí 26°54′B 80°13′Đ / 26,9°B 80,22°Đ Nó có độ cao trung bình là 122 mét (400 foot).

## Nhân khẩu
Theo điều tra dân số năm 2001 của Ấn Độ, Bangarmau có dân số 31.626 người. Phái nam chiếm 52% tổng số dân và phái nữ chiếm 48%. Bangarmau có tỷ lệ 56% biết đọc biết viết, thấp hơn tỷ lệ trung bình toàn quốc là 59,5%: tỷ lệ cho phái nam là 62%, và tỷ lệ cho phái nữ là 50%. Tại Bangarmau, 16% dân số nhỏ hơn 6 tuổi.